# 大島春行
大島 春行（おおしま はるゆき、1950年- ）はNHK解説委員。担当分野は経済。

## 来歴・人物
大阪市出身。大阪市長を務めた大島靖氏の長男。
1975年慶應義塾大学商学部卒、NHK入局。横浜放送局を経て経済部記者となる。経済部では通産省、大蔵省、日銀、自動車、電機、エネルギーなどを担当。1989年-1993年ワシントン特派員、1995年大阪放送局デスク、1997年経済部デスク、2000年ニューヨーク特派員などを経て2003年から解説委員となり現在に至る。 
経済記者時代は、三光汽船破綻、 日米貿易交渉、日米鉄鋼業界合併など数々のスクープを連発、日米構造協議では全議事録を単独入手し、日米双方の経済学者などからいまだに照会を受けている。デスクに転じてからは、NHKスペシャル、クローズアップ現代など十数本の経済番組を手がける。
2000年以降では、Nスペでは、「資本主義はどこへ行くか」、「IT革命の衝撃」、NY特派員時代の「米国通信バブル崩壊の衝撃」、「アメリカ がおかしくなっている～エンロン事件の深層」、「米国消費バブルの行方」、解説委員時代の「市町村は変わるか～構造改革特区」 クロ現では、「グリーンスパン神話の崩壊」、「９１１テロ・NYシリーズ」など多数。 解説委員になってからは、Nスペを制作しながら、夕方のラジオも担当。2003年以降一貫して米国経済の危うさを警告し続けている。

## 担当番組

### 現在
- NHK解説委員室制作番組（不定期出演）

### 過去
- NHKラジオ夕刊 - かつて編集長も兼任していた。